# Vojtech Adamec
Vojtech Adamec (12. července 1926 Špania Dolina – 27. dubna 1973 Košice) byl slovenský dirigent, sbormistr a hudební skladatel.

## Životopis
Studoval na Učitelské akademii v Banské Bystrici a v letech 1947–1950 dálkově na Pedagogické fakultě Univerzity Komenského v Bratislavě (odbor hudební výchova), 1950–1954 dirigování u J. Střelce a Václava Talicha na VŠMU v Bratislavě. Působil jako hudební pedagog, 1949–1955 sbormistr sboru SLUK. V letech 1955–1972 byl dirigentem a sbormistrem Československého rozhlasu v Košicích, v období 1964–1972 Košického sboru učitelů, 1958–1972 Spišského učitelského zpěváckého sboru. Od roku 1966 byl profesorem dirigování na Státní konzervatoři v Košicích. Intenzivně se věnoval slovenskému sborovému zpěvu. Pod jeho vedením absolvovaly pěvecké sbory koncerty na Slovensku i v zahraničí. Jako sbormistr SLUKu se zúčastnil na natáčení folkloristických filmů. Komponoval skladby pro rozhlasové, televizní a divadelní potřeby; byl organizátorem hudebního života.